# Halibut

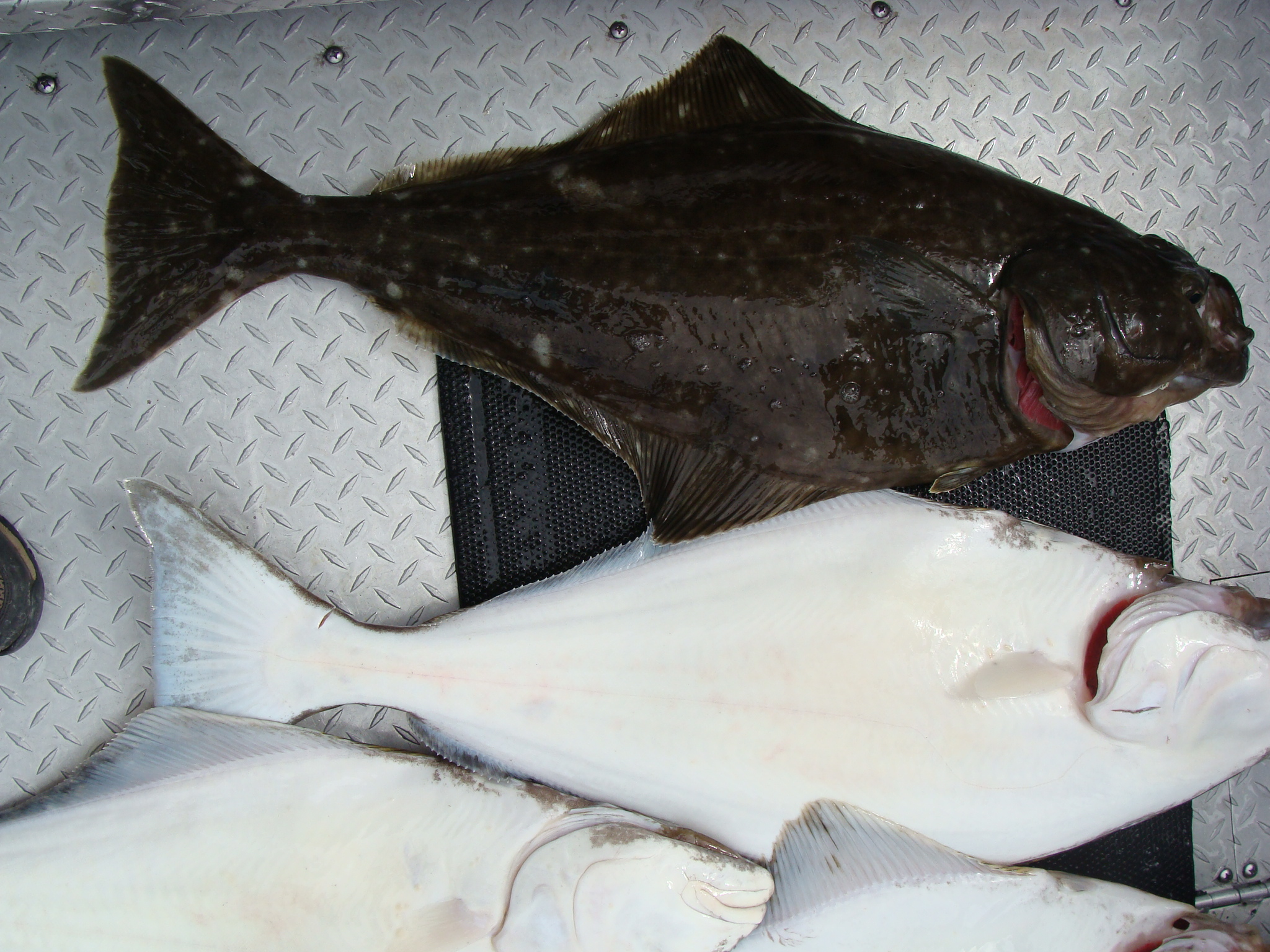
Els halibuts tendeixen a tenir taques marrons en la seva cara superior i ser blancs en la cara inferior

Els halibuts són, en general, els peixos plans que pertanyen al gènere Hippoglossus, dins la família (Pleuronectidae). Altres peixos plans també s'anomenen halibuts. El nom deriva de l'anglès: haly (holy: sagrat, sant) i butt (peix pla), per la seva popularitat en els dies de la quaresma catòlica. L'halibut és un peix demersal que viu als oceans Pacífic Nord i l'Atlàntic Nord. Són peixos comestibles molt apreciats.
El març de 1995 la pesca d'aquests peixos va donar lloc al conflicte o guerra del fletán entre Canadà i Espanya.

## Característiques físiques
Els halibuts són els peixos plans més grossos, pesen de mitjana 13,5 kg, però se n'han arribat a pescar de 333 kg. Són de color negre-grisos a la part de dalt i blanc per sota, les escates no són visibles a ull nu. En néixer tenen un ull a cada banda del cap i neden com els salmons. Després de sis mesos un ull migra a l'altre costat i l'altre ull s'enfosqueix. Aquest sistema de colors el camufla per dalt i per sota (estratègia coneguda com a countershading).

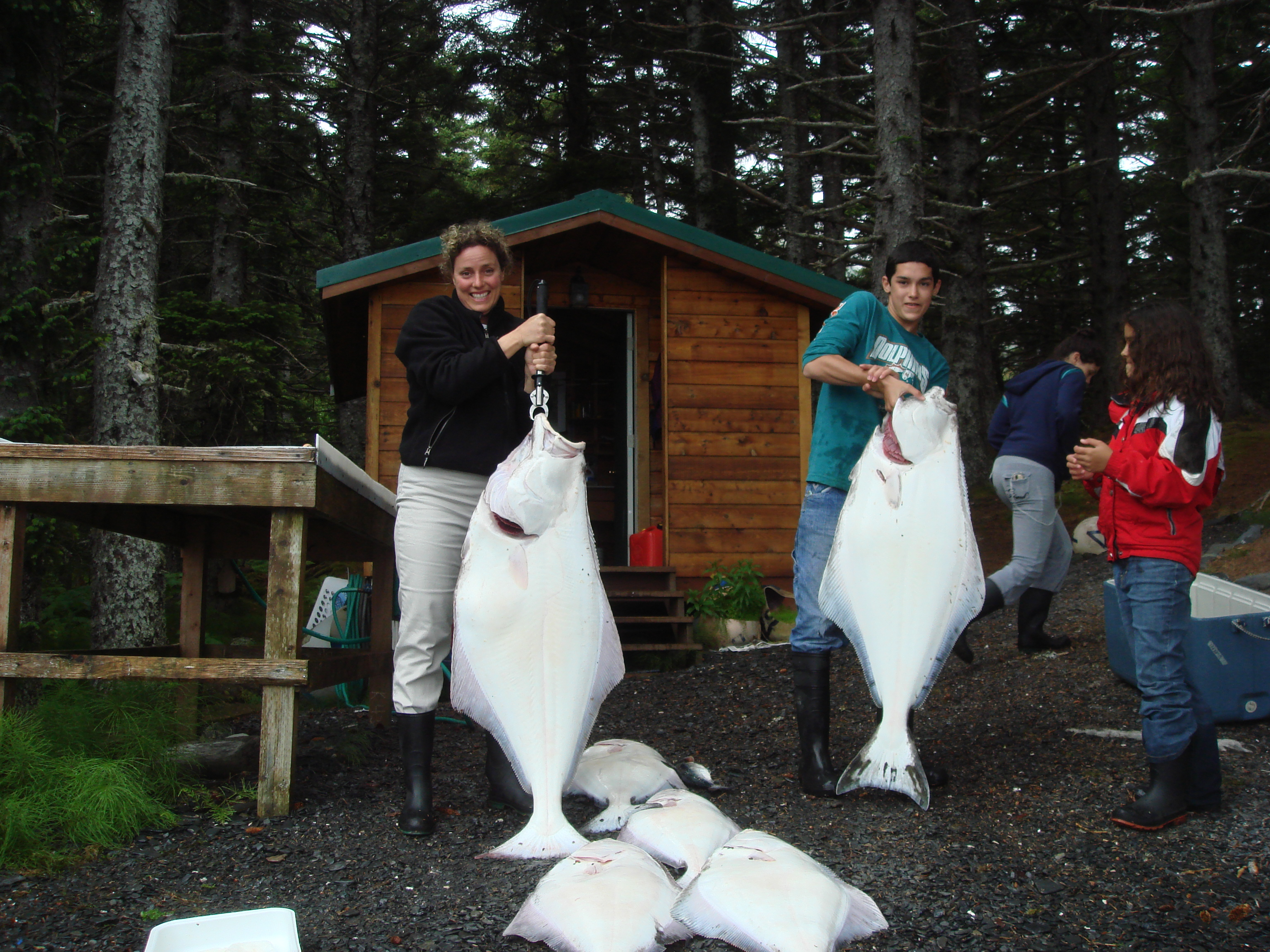
Halibuts pescats a la zona de Illa Raspberry, Alaska.

## Alimentació
L'halibut es menja pràcticament qualsevol animal que li càpiga a la boca. Els halibuts joves mengen sobretot crustacis petits i altres organismes del fons del mar. També són caníbals i es mengen altres halibuts. Viuen en un ampli rang de fondàries des de pocs metres a centenars de metres de profunditat, encara que passen la major part de la seva vida al llit marí. Els halibuts es poden moure en la columna d'aigua per a alimentar-se. En la majoria dels ecosistemes els halibuts estan prop de la part superior de la xarxa tròfica. Al nord del Pacífic els seus predadors habituals són el lleó marí (Eumetopias jubatus), l'orca (Orcinus orca), i el tauró salmó (Lamna ditropis).

## Com a aliment

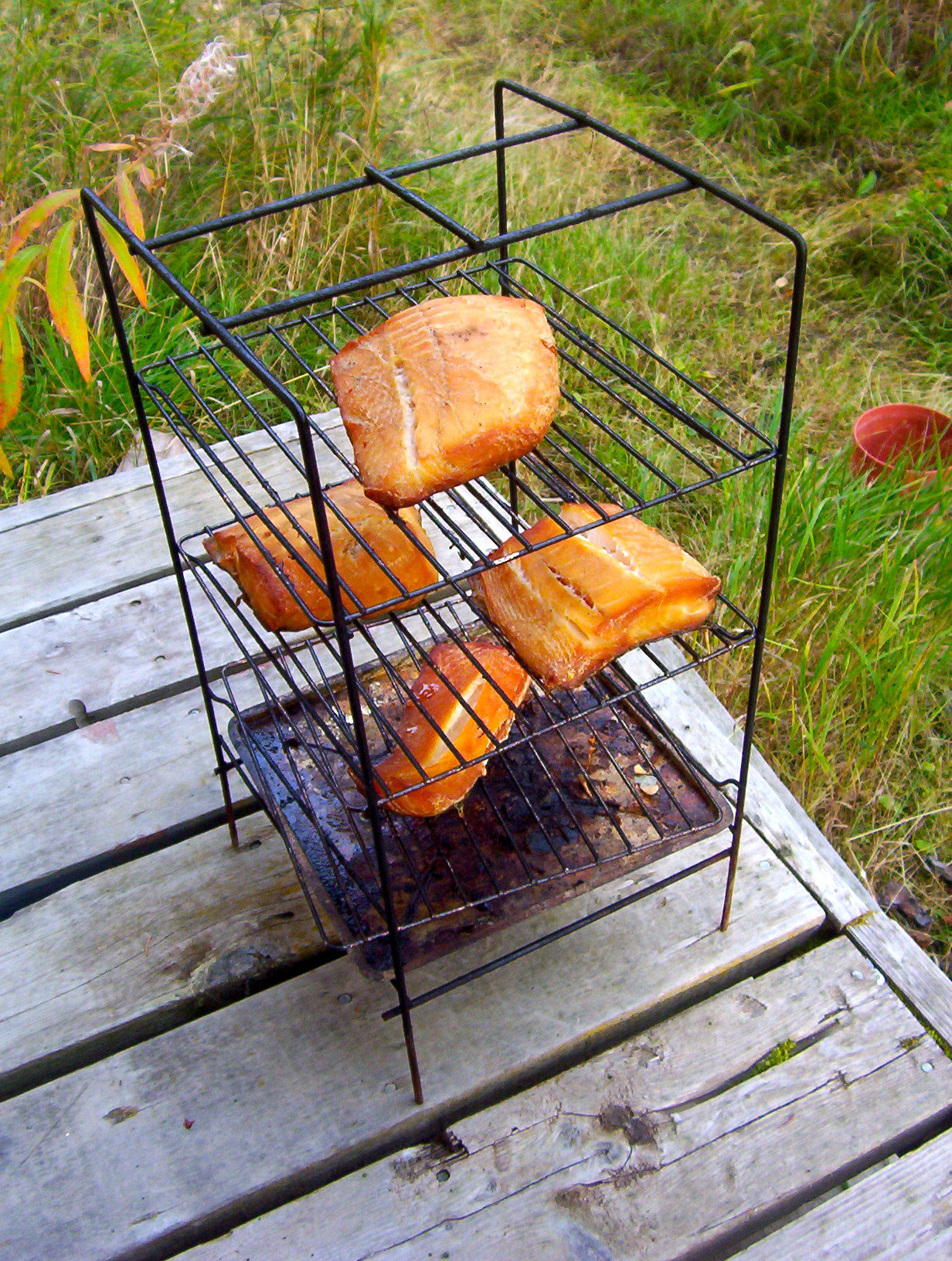
Halibut del Pacífic fumat

Els halibuts sovint es mengen bullits, fregits profundament o a la graella. Fer halibut fumat és més difícil que en el cas del salmó pel fet de tenir molt greix. Té una textura ferma i densa.
Històricament, els halibuts havien tingut molta importància per als amerindis dels Estats Units i Canadà. La població de l'oceà Atlàntic ha patit sobrepesca i està declarada espècie en perill. La major part de l'halibut que es consumeix a la costa est dels Estats Units prové del Pacífic.
En forma de filet, es pot confondre amb peixos com el panga.

## Espècies del gènere Hippoglossus (halibuts pròpiament dits)

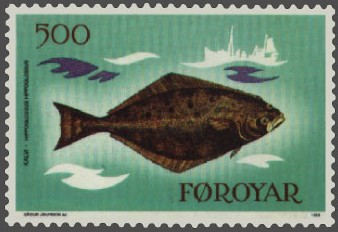
Halibut de l'Atlàntic (Hippoglossus hippoglossus) en un segell de les illes Faroe

- Halibut de l'Atlàntic, Hippoglossus hippoglossus
- Halibut del Pacífic, Hippoglossus stenolepis

## Altres espècies de vegades anomenades "halibut"
- Dins la mateixa família (Pleuronectidae) de l'halibut pròpiament dit
  - Atheresthes evermanni - "Arrowtooth halibut"
  - Eopsetta grigorjewi - "Shotted halibut"
  - Reinhardtius hippoglossoides - "Greenland halibut"
  - Verasper variegatus
- Família Paralichthyidae
  - Paralichthys californicus - "California halibut"
  - Paralichthys olivaceus - "Bastard halibut"
- Família Psettodidae
  - Psettodes erumei "Indian halibut"
- Família Carangidae
  - Parastromateus niger - "Australian halibut"